# Иоселиани, Джаба Константинович
Джаба Константинович Иоселиани (груз. ჯაბა კონსტანტინეს ძე იოსელიანი; 10 июля 1926, Хашури, Горийский уезд — 4 марта 2003, Тбилиси) — грузинский политический и военный деятель, криминальный авторитет и вор в законе (кличка Дюба). Член Военного совета Грузии (временного органа, исполнявшего обязанности коллективного главы государства после свержения Звиада Гамсахурдии) с 6 января по 10 марта 1992 года. Заместитель главы Государственного совета Грузии Эдуарда Шеварднадзе с 10 марта по 16 октября 1992 года. Основатель и бессменный лидер военизированной группировки «Мхедриони».

## Ранние годы
Джаба Иоселиани родился 10 июля 1926 года в Хашури в сванской семье. Его отец Константин Иоселиани был железнодорожным служащим, мать Александра Жгенти — филологом. Джаба был третьим из четырёх детей в семье, его сестра Натела и брат Мераб умерли в раннем возрасте, старшая сестра Елена (Лили) заботилась о брате после смерти родителей. Семья Иоселиани жила в Тбилиси, и Джаба с детства был знаком с неписаным кодексом тбилисского двора. В числе прочего, от хорошего парня (груз. კაი ბიჭი) кодекс требовал доказать свой характер и неприятие авторитетов, перешагнув через официальный закон. По свидетельству старшей сестры Джабы, первый его конфликт с законом произошёл в возрасте 15 лет, он был отправлен в детскую колонию в селе Дранда, а позже был этапирован в Руставскую колонию, откуда сбежал домой. Он был объявлен в розыск, но в неразберихе начавшейся Великой Отечественной войны про него, по-видимому, забыли.

## Студент и преступник
В 1943 году в возрасте 17 лет он был впервые осуждён за воровство с разбоем сроком на 5 лет Молотовским районным судом Тбилиси. Выйдя на свободу в 1948 году, он подделал аттестат о школьном образовании и уехал в Ленинград, где поступил в Ленинградский государственный университет им. А. А. Жданова на факультет востоковедения. На факультете считался образцовым интеллектуальным студентом. В 1951 году во время обучения в университете ввязался в драку и был отчислен, привлечён к уголовной ответственности за хулиганство и приговорён к лишению свободы сроком на 1 год. Заключение отбывал в ленинградской тюрьме «Кресты». В третий раз Иоселиани был осуждён в 1956 году, приговорён к 25 годам заключения за вооружённый разбой и убийство, отбывал заключение в Новочеркасской тюрьме.
В заключении Джаба Иоселиани начал заниматься литературной деятельностью, писал и публиковал рассказы, получившие признание в Грузии за литературное совершенство. Его старшая сестра Лили Иоселиани, ставшая к тому времени известным театральным режиссёром и преподававшая в Тбилисском театральном институте, стала инициатором коллективной просьбы грузинских деятелей культуры о снисхождении к талантливому грузинскому писателю. В числе просивших за освобождение Иоселиани были давние друзья семьи Иоселиани актриса Медея Джапаридзе и её муж писатель Резо Табукашвили, народный артист СССР Серго Закариадзе. В результате Джаба Иоселиани был освобождён досрочно в 1965 году в возрасте 39 лет, проведя в заключении 9 лет из 25 по приговору и получив в тюрьме кличку Дюба и статус вора в законе.

## Писатель и педагог
После выхода из тюрьмы Иоселиани решил возобновить учёбу и в 1967 году окончил вечернюю школу, после чего поступил в Тбилисский театральный институт, где преподавала его сестра. Он закончил заочный театроведческий факультет, написав диплом о жизни и творчестве Серго Амаглобели, затем защитил при Тбилисском университете кандидатскую диссертацию, ставшую продолжением и углублением дипломной работы. После защиты Иоселиани преподавал в университете курс «Искусство и история театра».
В 1977 году Джаба Иоселиани перешёл на работу в Тбилисский театральный институт и написал докторскую диссертацию «Комизм и маски грузинской комедии», получив степень доктора филологических наук в 1985 году, а в 1988 году стал профессором. Он читал лекции в Тбилисском театральном институте, в театрах ставились написанные им пьесы. Для известного грузинского писателя Нодара Думбадзе, друга детства Иоселиани, Джаба стал прототипом «честного вора в законе» Како Девдариани по кличке «Лимона», героя романа «Белые флаги», написанного в 1973 году.
К этому периоду относится знакомство Иоселиани с Звиадом Гамсахурдией. Первоначально их отношения были дружескими; Джаба на условиях анонимности писал для диссидентского журнала «Вестник Грузии», который издавали Гамсахурдиа и Мераб Костава, сочувственно относился к их аресту за инакомыслие в 1977 году. Однако после телевизионного покаяния и сотрудничества со следствием Гамсахурдиа в 1978 году, закончившегося мягким приговором для Гамсахурдии и очень жёстким для Коставы, Иоселиани резко поменял своё отношение к Звиаду. Джаба, выдержавший не один десяток допросов, публично называл Гамсахурдиа трусом, считал что в 1978 году он заложил и публично предлагал «Убрать этого подонка, пока он не погубил весь народ».

## Политик и командир
Став признанным деятелем грузинской культуры, Джаба Иоселиани не терял связь с преступным миром и пользовался своим статусом вора в законе, осуществляя связь между хозяйственными органами ГССР и теневыми предпринимателями и криминальными элементами, занимавшимися поставками грузинских овощей и фруктов на колхозные рынки по всему Советскому Союзу. В конце правления Брежнева, в 1982 году Иоселиани организовал в Тбилиси воровскую сходку, на которой предложил собравшимся ворам в законе и криминальным авторитетам теснее взаимодействовать с официальными органами, контролируя теневое предпринимательство. Его идеи были приняты грузинским воровским сообществом, но отвергнуты большинством воров из России и других республик как несовместимые с воровскими понятиями. Однако новая сходка, состоявшаяся через четыре года, согласилась с вновь озвученным Джабой Иоселиани предложением кавказских воров в законе, тем самым положив начало реформе криминального мира СССР. Роль Иоселиани как идеолога реформы через контроль бизнеса и сращивание с государственным аппаратом была ключевой.
В августе 1989 года группа националистически настроенной молодёжи собралась на тбилисском стадионе «Динамо» и назвала себя отрядом «Мхедриони». Единственным кандидатом в командиры «Мхедриони» участники назвали Джабу Иоселиани, который согласился и принял командование отрядом. В дальнейшем отряды «Мхедриони» приняли участие во многих вооружённых конфликтах на территории Грузии и сыграли важную роль в свержении президента Звиада Гамсахурдиа. Первоначально отряды «Мхедриони» действовали неформально, но в сентябре 1990 года при содействии старого друга Иоселиани, первого заместителя председателя Кабинета министров Грузии Гурама Мгеладзе отряды были официально зарегистрированы как корпус спасателей и получили право носить оружие и создавать базы во всех районах Грузии.
Звиад Гамсахурдия, отлично осведомленный об отрицательном отношении к нему Джабы Иоселиани, был напуган таким усилением оппонента, заподозрил заговор против себя и в феврале 1991 года заключил Иоселиани в тюрьму. Через несколько месяцев «Мхедриони» взяли тюрьму штурмом, освободив своего лидера, после чего Иоселиани вместе с командующим Национальной гвардией Грузии Тенгизом Китовани и бывшим премьер-министром Тенгизом Сигуа создали Военный совет, объявивший о свержении Гамсахурдиа и взятии государственной власти. Гамсахурдиа в январе 1992 года бежал в Армению, а сам Иоселиани сказал о победе переворота, имея в виду себя и Китовани: «к власти пришли известный вор и неизвестный скульптор».
Военный совет оказался неэффективным органом власти, прежде всего из-за отсутствия у Иоселиани и Китовани опыта государственного управления. На заседаниях Военного совета Иоселиани выступал за то, чтобы пригласить возглавить временную власть в Грузии Эдуарда Шеварднадзе, проживавшего после своей отставки в Москве. Идея Иоселиани была встречена Китовани и Сигуа без восторга, но приглашение Шеварднадзе от имени Военного совета было направлено и принято. В начале марта 1992 года Шеварднадзе вернулся в Грузию, а 10 марта 1992 Военный совет объявил о самороспуске и передал власть вновь созданному Государственному совету Грузии. Государственный совет возглавил Эдуард Шеварднадзе, Иоселиани стал его заместителем. Также был образован Президиум Государственного совета, в который вошли Шеварднадзе, Иоселиани, Китовани и Сигуа.
После свержения Гамсахурдиа Иоселиани уделял много внимания расширению влияния и укреплению автономности «Мхедриони». В период действия Государственного совета, по его словам, в распоряжении формирования были броневики и танки и он отказывался подчиниться требованиям остальных членов президиума и передать командование над «Мхедриони» армейским командирам. Ключевым в борьбе против звиадистов в Грузии принято считать сражение 6 июля 1992 года в городе Цаленджиха, когда отряд звиадистов окружил школу-интернат, где находились 80 бойцов «Мхедриони» с Джабой Иоселиани. Звиадисты попытались взять здание штурмом, но потерпели поражение и были разгромлены подошедшим подкреплением, а переживший осаду Джаба Иоселиани стал героем дня.
Растущая независимость «Мхедриони» от Государственного совета, которому отряды формально подчинялись, была постоянным источником конфликтов между Иоселиани и Шеварднадзе. Их отношения становились всё более напряжёнными на фоне сообщений о грабежах и издевательствах бойцов «Мхедриони» над мирным населением в Самегрело. Точку в их отношениях поставило неудавшееся покушение на Эдуарда Шеварднадзе, произошедшее 29 августа 1995 года.

## Заключённый и пенсионер
После покушения на свою жизнь Шеварднадзе обвинил Иоселиани в заговоре с целью убийства президента. Джаба был арестован, деятельность «Мхедриони» была запрещена, сами отряды разоружены и распущены. Следствие по делу продолжалось три года, которые Иоселиани провёл в предварительном заключении. В ноябре 1998 года Верховным судом Грузии Джаба Иоселиани был приговорён к 11 годам лишения свободы, одновременно с ним к разным срокам были приговорены другие командиры «Мхедриони». После начала кампании «национального примирения» многие военные преступники, в том числе и Джаба Иоселиани, были помилованы президентом Шеварднадзе. Иоселиани вышел на свободу 20 апреля 2000 года, сразу по выходе из тюрьмы объявил о своём возвращении в грузинскую политику, а незадолго до кончины заявил о намерении участвовать в парламентских выборах.

## Смерть
Джаба Иоселиани умер 4 марта 2003 года от кровоизлияния в мозг, чин погребения в Сионском соборе над ним совершил патриарх Илия II, проститься с ним пришли многие видные деятели Грузии, в том числе Эдуард Шеварднадзе. Джаба Иоселиани был похоронен в Дидубийском пантеоне писателей и общественных деятелей Грузии (его сестра Лили, скончавшаяся в 2014 году, похоронена рядом с ним). В январе 2012 года и июле 2017 года могила Иоселиани осквернялась неизвестными.

## Семья
Отец — Константин Иоселиани (ум. 1944). Мать — Александра Жгенти.
Сестры — Елена (Лили) Иоселиани (1923—2014), театральный режиссёр и педагог, Натела Иоселиани. Брат — Мераб Иоселиани.
Сын — Константин (Котэ) Иоселиани. Внук — Джаба Иоселиани.

## Литературная деятельность
Автор более 100 публикаций, в том числе научных трудов, трёх монографий, четырёх романов («Три измерения» и «Страна Лимония» переведены на русский язык) и шести пьес, которые были поставлены в грузинских театрах. Профессор Грузинского государственного института театра и кино. В автобиографическом романе «Страна Лимония» Иоселиани рассказывает о событиях своей жизни, в 2002 году он посетил Москву с презентацией книги. Лев Аннинский в журнале «Дружба народов» описал роман в своём эссе. Полномочный посол России в Грузии Вячеслав Коваленко отметил по поводу выхода романа: «Он интересный, видимо, был человек, человек больших страстей, противоречий, незаурядная личность».

## Произведения
- «Поезд N 113» : Повесть — М.: Виконт : Хомли, 1994: Тип. изд-ва «Известия» — 192 с; 15000 экз.;
- «Страна Лимония» / [Пер. с груз. Лиана Татишвили] — Тб.: Худ. и Книга, 2001: Тип. ООО «Август-Принт» — 430 с; ISBN 5-901685-17-2, 2000 экз.;
- «Три измерения» — М.: Художник и Книга, 2001—516 с.; ISBN 5-901685-18-0, 2000 экземпляров.